# Gut Guggenthal

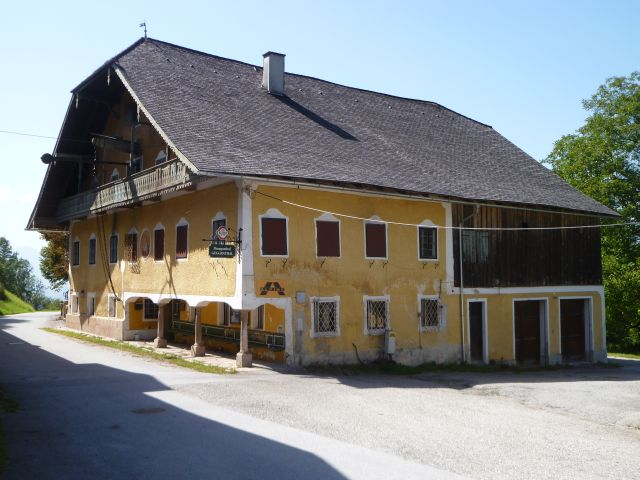
Gasthof Guggenthal

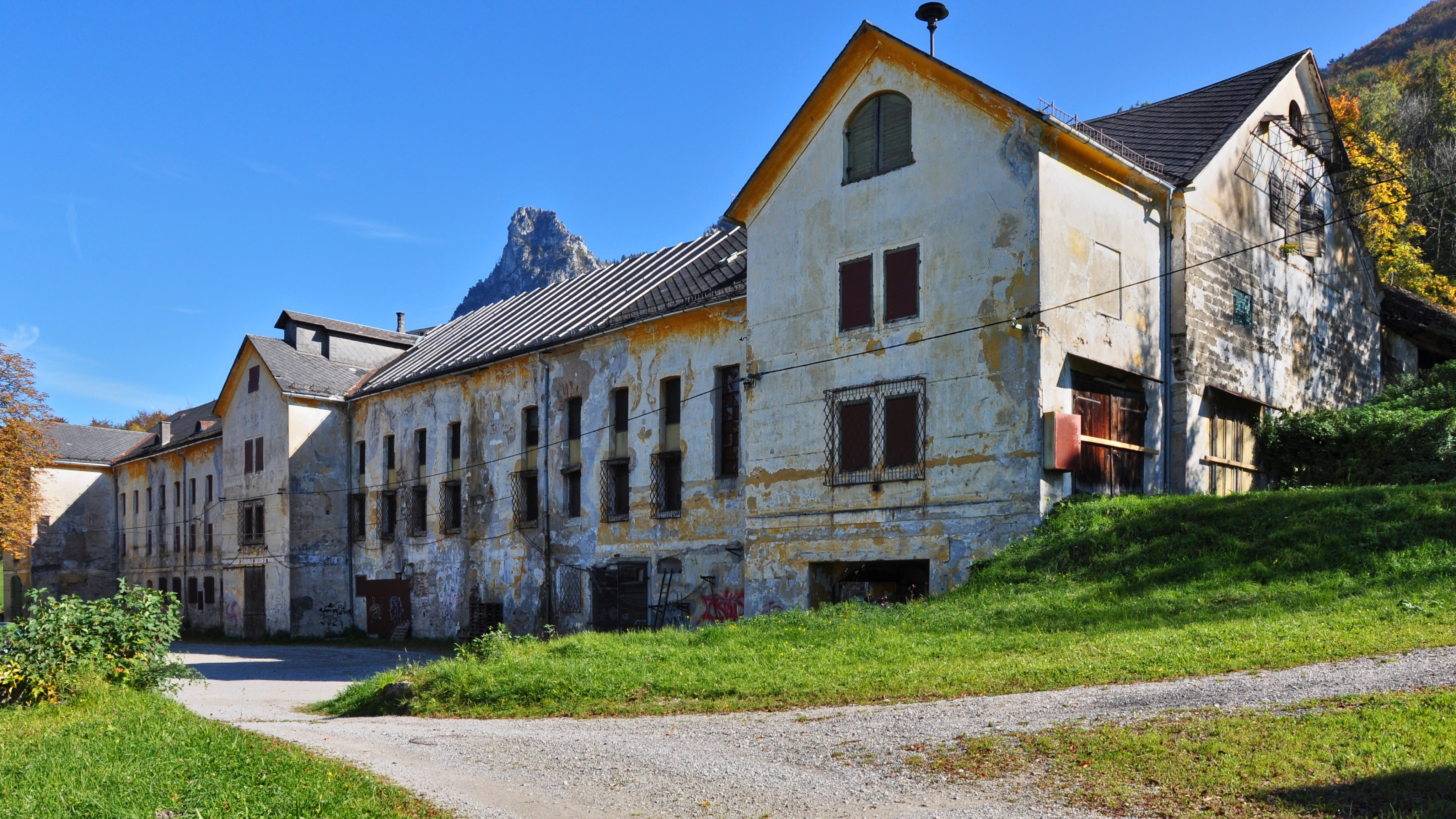
Ehemaliges Brauereigebäude

Gut Guggenthal ist ein Anwesen im Ort Guggenthal im Gebiet der Salzburger Gemeinde Koppl und liegt am Fuß des Gaisbergs nächst der Wolfgangseestraße, rund 5 km Luftlinie östlich vom Stadtzentrum von Salzburg.
Das unter Denkmalschutz stehende Gut umfasst den alten Braugasthof (Brauhausstraße 4), das Moarhäusl (auch Stöckl zum Braugasthof, Hausnummer 2), die Villa Ceconi (auch Spießbraterei, Hausnummer 5), das Schmiedhäusl (auch Alte Schmiede, Hufschmiedhaus, Hausnummer 3) sowie das große Brauereigebäude (Bankettzentrum, Hausnummer 1). Im Juni 2018 wurde das Brauereigebäude durch einen Großbrand massiv zerstört, der Denkmalschutz für dieses Objekt wurde aufgegeben. (Siehe auch Liste der denkmalgeschützten Objekte in Koppl.)
Das Anwesen ist seit 1990 ungenutzt und in schlechtem Bauzustand, Sanierungsarbeiten sind derzeit (Sommer 2022) im Gang.

## Brauerei und Landwirtschaft

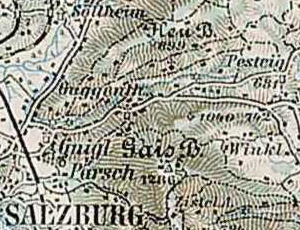
„Guggenthal“. Franzisco-Josephinische Landesaufnahme, Blatt 31–48 Salzburg, um 1900

Das Anwesen war die zum Schloss Guggenthal gehörende Meierei und ist schon 1272 erwähnt.
1588 sind Andre und Maximilian Stainhauser als Besitzer genannt, 1633 Catharina Gräfin Lodron, 1642 kam das Gut, noch zusammen mit dem Schloss (unterhalb an der Wolfgangseestraße), in den Besitz der Bischöfe vom Chiemsee.
1861 kauften Georg und Maria Weikl, eine bekannte Bierbrauer- und Weinhändlerfamilie aus Krems an der Donau, das Gut. Es wurden ein Gasthof und eine Bierbrauerei eingerichtet, für die Planung und Ausführung 1864 zeichnete der Baumeister und Architekt Valentin Ceconi mit seinem Bauunternehmen Valentin Ceconi & Sohn verantwortlich, das Herrenhaus wird bis heute Villa Ceconi genannt. Auch eine prunkvolle Betriebskapelle, die Heiligenkreuzkirche Guggenthal, heute Filialkirche, wurde errichtet. Die Familie Weickl schaffte es sogar, zu erzherzoglichen Kammerlieferanten zu werden. In der besten Zeit lebten und arbeiteten viele Menschen in den verschiedenen Gebäuden des Gutes. Im heute stillgelegten Brauhaus hatten sechs Firmen ihre Lager, im Schlössl lebten vier Wohnparteien, im Moarhaus war eine Firma untergebracht, in der alten Schmiede wurde gearbeitet, bis die neue Schmiede an der Bundesstraße gebaut wurde, und im Personalhaus lebten die Melker und Knechte. 35 Stück Vieh standen auf der Weide.
Die Brauerei wurde schon 1916 zugesperrt, aber das Gut Guggenthal war damals im Familienbesitz der Hatscheks, den Nachfolgern der Weickls, noch ein sehr florierender landwirtschaftlicher Betrieb. Das Gasthaus Guggenthal hat Ende 1990 den Betrieb eingestellt.

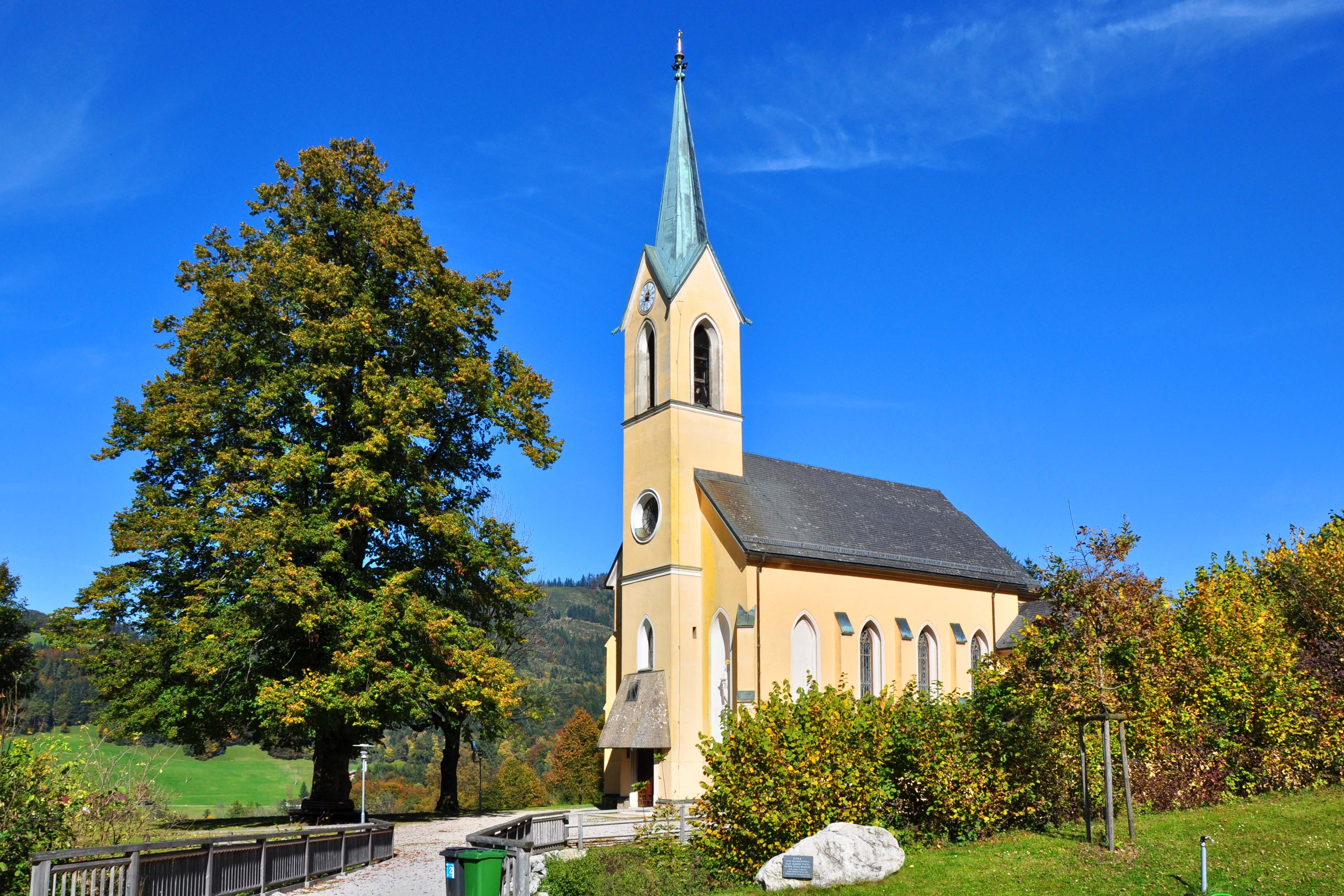
Hl. Kreuz Kirche
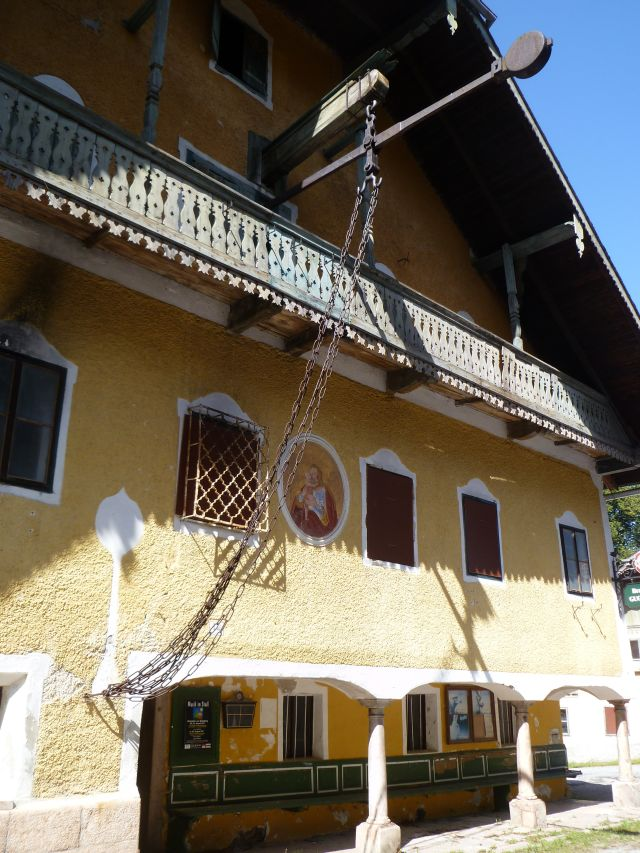
Viehwaage im Gasthof
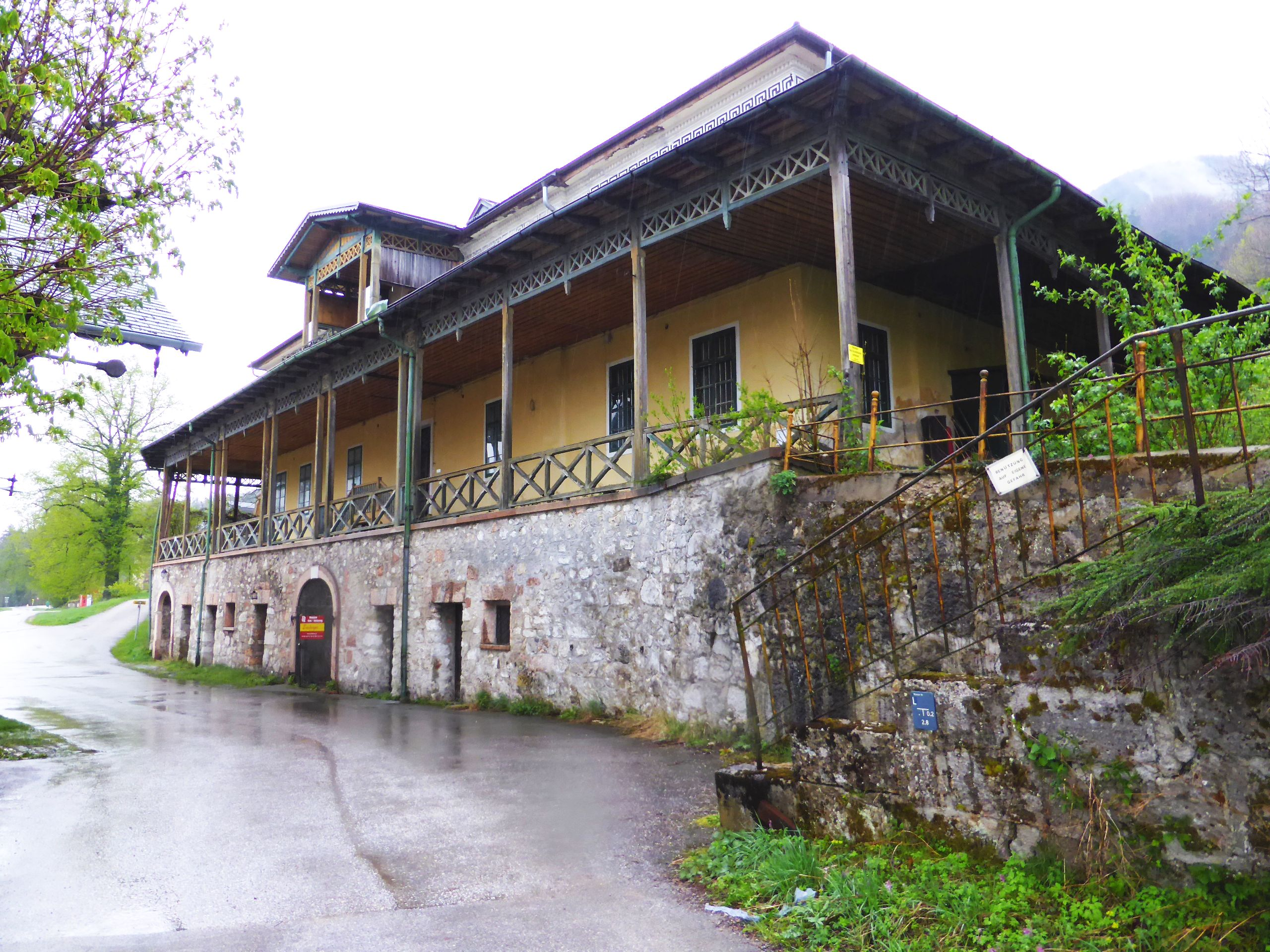
Herrenhaus
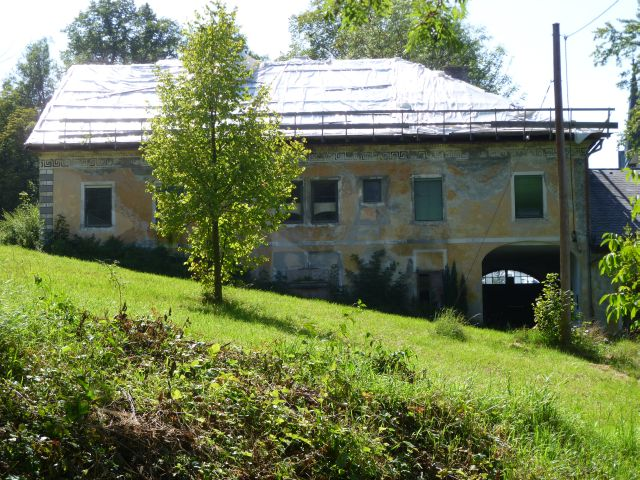
Wirtschaftsgebäude

## Gut Guggenthal heute

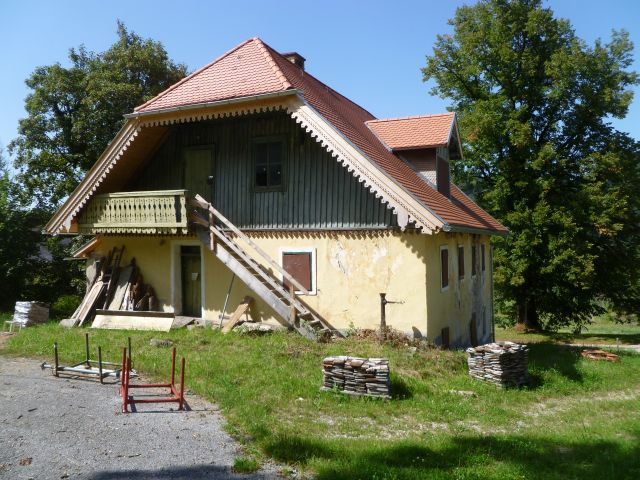
Schmiedhäusl

Das Gebäudeensemble ist heute verlassen und seit Jahrzehnten in einem baulich desolaten Zustand, nur Dach und die Decke des Schmiedhäusls sind erneuert worden. Zeitweise war die Wiener Immobilienverwertung Astropa als zukünftiger Besitzer im Gespräch, unter anderem mit Großgastronomie, Eventzentrum und Seilbahn auf den Gaisberg. 2012 wurde das Anwesen aber von drei Salzburgern übernommen, darunter den Betreibern der Kleinbrauerei Gusswerk, die in Salzburg-Kasern das Gelände der ehemaligen Glockengießerei Oberascher erfolgreich revitalisiert haben. Diese planen eine behutsame, dem Ensemble angemessene Nutzung, darunter gehobenes Wohnen und Arbeiten und vielleicht auch Wiederaufnahme der Brauerei.
Am 24. Juni 2018 kam es zu einem Großbrand, bei dem das Brauereigebäude bis auf die Grundmauern niederbrannte.
Die Brandursache ist bis dato nicht bekannt. 2021 wurden die Reste abgerissen, nachdem das Bundesdenkmalamt wegen der massiven Zerstörungen den Denkmalschutz aufgehoben hat. Weitere Bauarbeiten sind derzeit (Sommer 2022) im Gang.